# 穆拉维约夫-阿穆尔斯基半岛

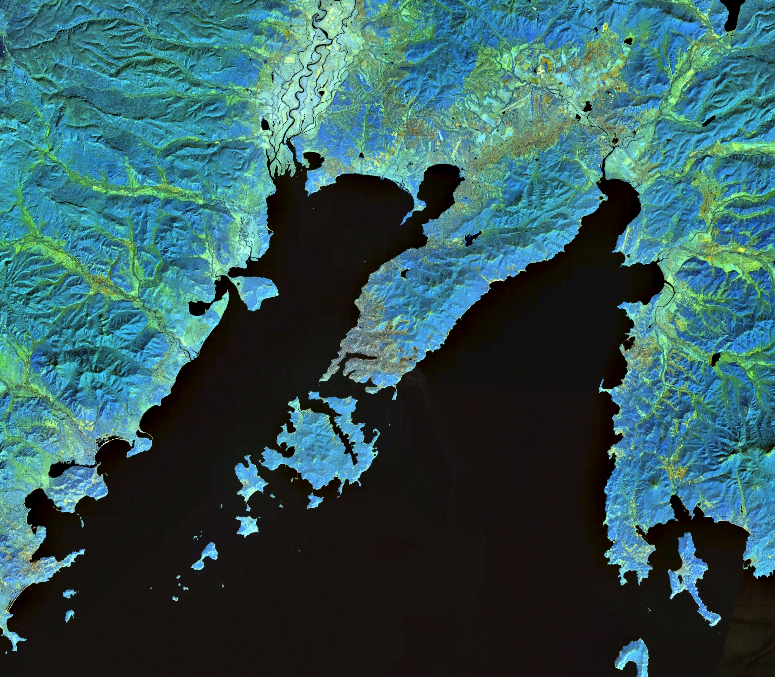

穆拉维约夫-阿穆尔斯基半岛（羅馬化：Poluostrov Muravyova-Amurskogo）是俄罗斯彼得大帝湾内的一个半岛，将此湾分为西部的阿穆尔湾和东部的乌苏里湾。半岛长30公里，宽12公里。 该半岛得名于尼古拉·穆拉维约夫-阿穆尔斯基伯爵，是海参崴城的所在地。东博斯普鲁斯海峡将城市和半岛与俄罗斯岛分开。 
43°7′N 131°54′E / 43.117°N 131.900°E